# Caltabellotta
Caltabellotta est une commune italienne de la province d'Agrigente, dans la région Sicile.

## Histoire
Caltabellotta a été identifiée à l'antique Triocala des Sicanes. Timoléon y battit les Carthaginois en -340 lors de la  bataille du fleuve Crimisos. 
Lors de la deuxième Guerre servile, elle fut une des places fortes des esclaves insurgés : Tryphon, leur chef, s'y défendit quatre ans : 

« Il fit exécuter de beaux travaux pour fortifier encore davantage la place de Triocala, déjà naturellement forte. Le nom de cette place vient, dit-on, de ce qu'elle offre trois avantages. D'abord, elle possède beaucoup de sources d'eau douce ; ensuite, des environs admirablement cultivés, pleins de vignobles et d'oliviers ; enfin, la place, assise sur un immense rocher imprenable, est extrêmement forte. Tryphon avait fait entourer la ville d'une enceinte de huit stades, ainsi que d'un fossé profond ; il y avait fixé sa résidence, et s'était pourvu de toutes sortes de provisions. Il y construisit aussi un palais royal et un forum assez vaste pour contenir un peuple nombreux. »

— Diodore de Sicile, Bibliothèque historique, tome III, livre 36 (trad : F. Hoeffer)
La ville fut prise par Manius Aquilius Nepos en -99 et rasée au sol. Cet épisode inspira ce vers à Silius Italicus :
« et mox servili vastata Triocala bello »
La paix de Caltabellotta, qui mit fin au soulèvement des Vêpres siciliennes, y fut signée le 31 août 1302.
Une importante reconstitution de la passion du Christ se déroule pendant la semaine sainte.

## Hameaux

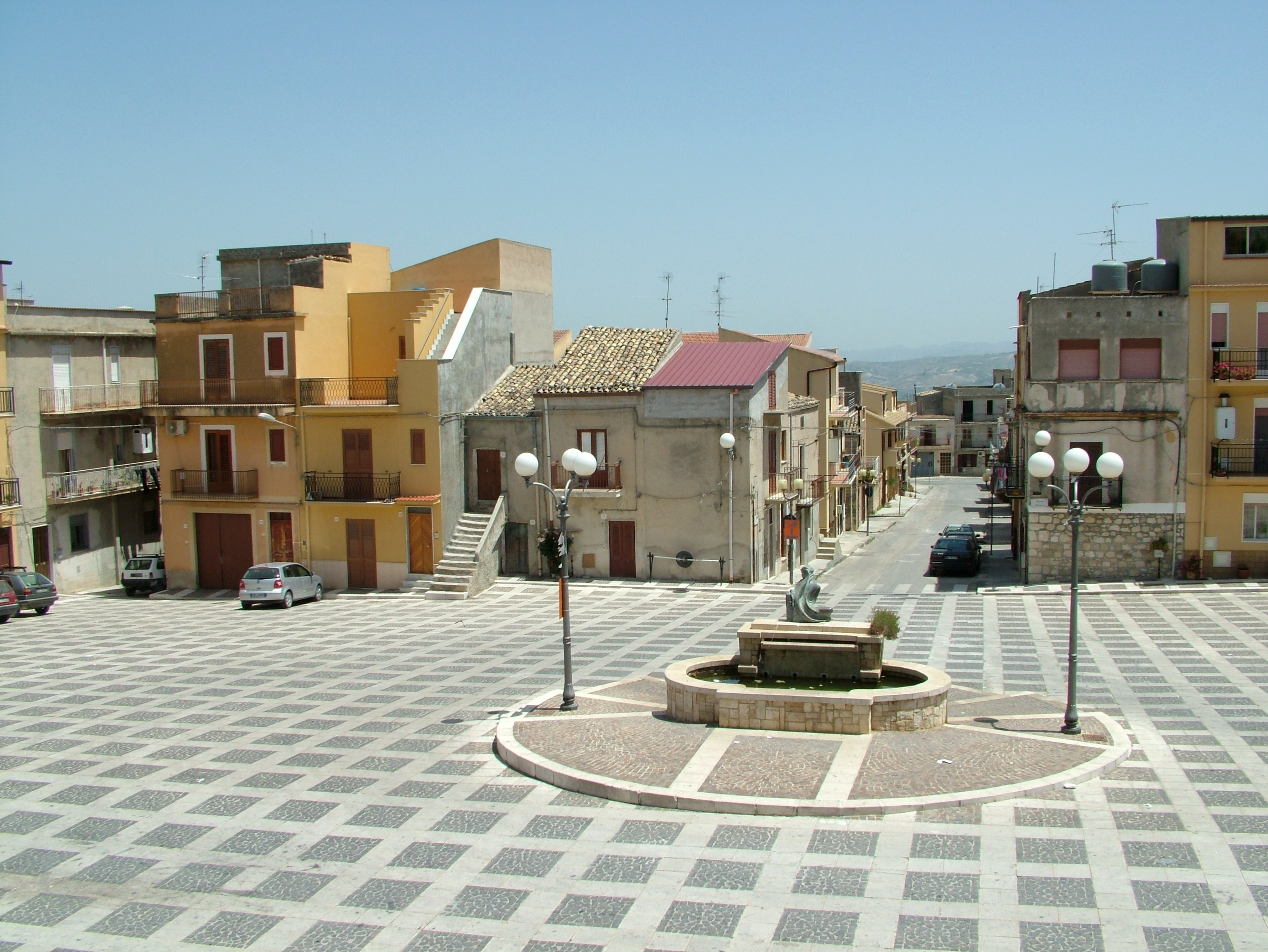
Place du village de Sant’Anna.

- Sant'Anna

## Communes limitrophes
Bisacquino, Burgio, Calamonaci, Chiusa Sclafani, Giuliana, Ribera, Sambuca di Sicilia, Sciacca,  Villafranca Sicula.

## Administration
| Période                                  | Période    | Identité            | Étiquette | Qualité                    |
| ---------------------------------------- | ---------- | ------------------- | --------- | -------------------------- |
| 15/05/1945                               | 01/06/1952 | Gioacchino Bosco    |           |                            |
| 02/06/1952                               | 10/06/1956 | Lorenzo Nicolosi    |           |                            |
| 11/06/1956                               | 07/09/1970 | Accursio Pipia      |           |                            |
| 08/09/1970                               | 29/04/1974 | Giuseppe La Genga   |           |                            |
| 30/04/1974                               | 29/10/1974 | Pellegrino Pumilia  |           |                            |
| 30/10/1974                               | 16/01/1977 | Calogero Pumilia    |           |                            |
| 17/01/1977                               | 22/06/1992 | Baldassare Randazzo |           |                            |
| 23/06/1992                               | 09/02/1994 | Pellegrino Leo      |           |                            |
| 10/02/1994                               | 11/06/1994 | Francesco Marsala   |           | Commissaire extraordinaire |
| 12/06/1994                               | 25/05/1998 | Maria Iacono        |           |                            |
| 26/05/1998                               | 27/05/2003 | Raimondo Cusumano   |           |                            |
| 28/05/2003                               | 11/12/2003 | Calogero Pumilia    |           |                            |
| 20/01/2004                               | 15/06/2004 | Girolamo Gangi      |           | Commissaire régional       |
| 15/06/2004                               | 28/05/2014 | Calogero Pumilia    |           |                            |
| 27/05/2014                               | 29/04/2019 | Paolo Segreto       |           |                            |
| 29/04/2019                               | En cours   | Calogero Cattano    |           |                            |
| Les données manquantes sont à compléter. |            |                     |           |                            |